# Menedem (oficial de Lucul·le)
Menedem (en grec antic: Μενέδημος, en llatí: Menedemus) va ser un oficial i amic del general Luci Licini Lucul·le que va estar al seu costat durant la guerra contra Mitridates VI Eupator, rei del Pont.
Va salvar la vida al seu general quan en una ocasió va impedir a un cap escita de nom Oltac entrar a la tenda on dormia el general, amb intenció de matar-lo.